# Kerron Stewart
Kerron Stewart (Kingston, 16 aprile 1984) è una velocista giamaicana, medaglia d'argento olimpica (Pechino 2008) e mondiale (Berlino 2009) dei 100 metri piani.

## Biografia
Nel 2007 partecipa ai Mondiali di Osaka ottenendo un 7º posto sui 100 metri piani ed una medaglia d'argento con la staffetta 4×100 metri giamaicana.
Nel 2008 vince il titolo nazionale giamaicano sui 100 m col tempo di 10"80, presentandosi alle Olimpiadi di Pechino come una delle possibili protagoniste. Ai Giochi olimpici vince la medaglia d'argento sui 100 metri dietro a Shelly-Ann Fraser e a pari merito con Sherone Simpson, ottenendo così uno storico podio tutto giamaicano nella prova regina della velocità. A questa medaglia, va poi ad aggiungersi anche il bronzo sui 200 m col tempo di 22"00. È protagonista anche alle IAAF World Athletics Final di Stoccarda dello stesso anno, arrivando seconda sui 100 m e terza sui 200 m.
Il 10 luglio 2009 al Golden Gala di Roma ottiene il suo nuovo primato sui 100 m con 10"75, terzo miglior tempo di sempre di un'atleta giamaicana sui 100 m piani, preceduta dalle sole Shelly-Ann Fraser (10"73) e Merlene Ottey (10"74).
Nel mese di agosto, ai Mondiali di Berlino vince l'argento sui 100 m, preceduta nuovamente dalla connazionale Shelly-Ann Fraser; in questa occasione Kerron Stewart eguaglia il suo primato personale di 10"75. All'argento della prova individuale va poi ad aggiungersi l'oro conquistato con la staffetta 4×100 metri.

## Record nazionali

### Seniores
- Staffetta 4×100 metri: 41"29 ( Mosca, 18 agosto 2013) (Carrie Russell, Kerron Stewart, Schillonie Calvert, Shelly-Ann Fraser-Pryce)

## Progressione

### 100 metri piani
| Stagione | Tempo | Luogo        | Data      | Rank. Mond. |
| -------- | ----- | ------------ | --------- | ----------- |
| 2013     | 10"96 | Kingston     | 21-6-2013 | 11ª         |
| 2012     | 10"94 | Kingston     | 29-6-2012 | 8ª          |
| 2011     | 10"87 | Eugene       | 4-6-2011  | 4ª          |
| 2010     | 10"96 | Kingston     | 1-5-2010  | 5ª          |
| 2009     | 10"75 | Berlino      | 17-8-2009 | 3ª          |
| 2009     | 10"75 | Roma         | 10-7-2009 | 3ª          |
| 2008     | 10"80 | Kingston     | 28-6-2008 | 3ª          |
| 2007     | 11"03 | Kingston     | 23-6-2007 | 9ª          |
| 2006     | 11"03 | Fayetteville | 14-5-2006 | 3ª          |
| 2005     | 11"63 | Kingston     | 25-6-2005 | 257ª        |
| 2004     | 11"40 | Sherbrooke   | 31-7-2004 | 111ª        |
| 2003     | 11"34 | Kingston     | 4-4-2003  | 69ª         |
| 2002     | 11"46 | Kingston     | 17-7-2002 | 112ª        |
| 2001     | 11"70 | Kingston     | 22-6-2001 | 301ª        |
| 2000     | 11"89 | San Juan     | 1-7-2000  | 600ª        |

### 200 metri piani
| Stagione | Tempo | Luogo      | Data      | Rank. Mond. |
| -------- | ----- | ---------- | --------- | ----------- |
| 2013     | 22"71 | Kingston   | 4-5-2013  | 27ª         |
| 2012     | 22"70 | Kingston   | 1-7-2012  | 34ª         |
| 2011     | 22"63 | Kingston   | 26-6-2011 | 19ª         |
| 2010     | 22"57 | Auburn     | 17-4-2010 | 13ª         |
| 2009     | 22"42 | Salonicco  | 12-9-2009 | 9ª          |
| 2008     | 21"99 | Kingston   | 29-6-2008 | 3ª          |
| 2007     | 22"41 | Columbia   | 26-5-2007 | 7ª          |
| 2006     | 22"65 | Sacramento | 10-6-2006 | 19ª         |
| 2005     | 24"22 | Fairfax    | 7-5-2005  | 625ª        |
| 2004     | 23"66 | Knoxville  | 10-4-2004 | 249ª        |
| 2003     | 23"50 | Kingston   | 5-4-2003  | 158ª        |
| 2002     | 24"21 | Kingston   | 18-4-2002 | 512ª        |
| 2001     | 23"90 | Kingston   | 23-6-2001 | 302ª        |
| 2000     | 24"09 | San Juan   | 15-7-2000 | -           |

## Palmarès

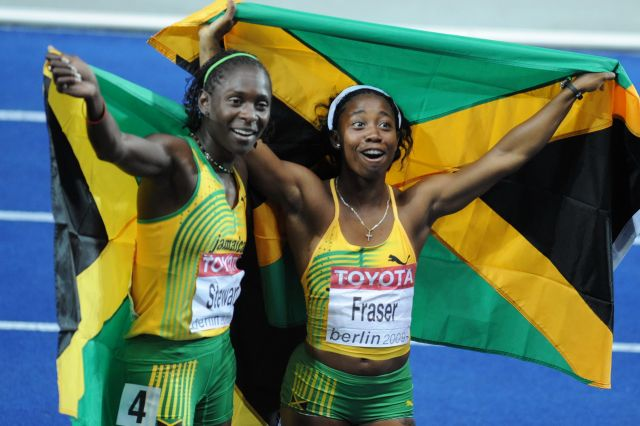
Kerron Stewart e Shelly-Ann Fraser festeggiano l'argento e l'oro dei 100 m a Berlino 2009.

| Anno | Manifestazione          | Sede     | Evento      | Risultato  | Prestazione | Note                                     |
| ---- | ----------------------- | -------- | ----------- | ---------- | ----------- | ---------------------------------------- |
| 2000 | Mondiali juniores       | Santiago | 4×100 m     | Argento    | 44"05       |                                          |
| 2001 | Mondiali allievi        | Debrecen | 100 m piani | Argento    | 11"72       |                                          |
| 2001 | Mondiali allievi        | Debrecen | Staffetta   | Argento    | 2'07"45     |                                          |
| 2002 | Mondiali juniores       | Kingston | 100 m piani | 4ª         | 11"53       |                                          |
| 2002 | Mondiali juniores       | Kingston | 4×100 m     | Oro        | 43"40       | Record dei campionati                    |
| 2007 | Mondiali                | Osaka    | 100 m piani | 7ª         | 11"12       |                                          |
| 2007 | Mondiali                | Osaka    | 4×100 m     | Argento    | 42"01       | Miglior prestazione personale stagionale |
| 2008 | Giochi olimpici         | Pechino  | 100 m piani | Argento    | 10"98       |                                          |
| 2008 | Giochi olimpici         | Pechino  | 200 m piani | Bronzo     | 22"00       |                                          |
| 2008 | Giochi olimpici         | Pechino  | 4×100 m     | Finale     | dnf         |                                          |
| 2009 | Mondiali                | Berlino  | 100 m piani | Argento    | 10"75       | Miglior prestazione personale            |
| 2009 | Mondiali                | Berlino  | 4×100 m     | Oro        | 42"06       |                                          |
| 2011 | Mondiali                | Taegu    | 100 m piani | 6ª         | 11"15       |                                          |
| 2011 | Mondiali                | Taegu    | 200 m piani | 5ª         | 22"70       |                                          |
| 2011 | Mondiali                | Taegu    | 4×100 m     | Argento    | 41"70       | Record nazionale                         |
| 2012 | Giochi olimpici         | Londra   | 100 m piani | Semifinale | 11"04       |                                          |
| 2012 | Giochi olimpici         | Londra   | 4×100 m     | Argento    | 41"41       | Record nazionale                         |
| 2013 | Mondiali                | Mosca    | 100 m piani | 5ª         | 10"97       |                                          |
| 2013 | Mondiali                | Mosca    | 4×100 m     | Oro        | 41"29       | Record dei campionati                    |
| 2014 | World Relays            | Nassau   | 4×100 m     | Argento    | 42"28       | Miglior prestazione personale stagionale |
| 2014 | Giochi del Commonwealth | Glasgow  | 100 m piani | Bronzo     | 11"07       | Miglior prestazione personale stagionale |
| 2014 | Giochi del Commonwealth | Glasgow  | 4×100 m     | Oro        | 41"83       | Record dei Giochi                        |
| 2015 | World Relays            | Nassau   | 4×100 m     | Oro        | 42"14       | Miglior prestazione mondiale stagionale  |
| 2015 | Giochi panamericani     | Toronto  | 200 m piani | 5ª         | 23"07       |                                          |
| 2015 | Giochi panamericani     | Toronto  | 4×100 m     | Argento    | 42"68       |                                          |
| 2015 | Campionati NACAC        | San José | 200 m piani | 4ª         | 22"88       |                                          |
| 2015 | Mondiali                | Pechino  | 4×100 m     | Oro        | 41"07       | [ 1 ]                                    |

## Altre competizioni internazionali
2008
- Argento alla World Athletics Final ( Stoccarda), 100 m piani - 11"06
- Bronzo alla World Athletics Final ( Stoccarda), 200 m piani - 22"72

2009
- Bronzo alla World Athletics Final ( Salonicco), 100 m piani - 10"90
- Bronzo alla World Athletics Final ( Salonicco), 200 m piani - 22"42